# Flores de Goiás
Flores de Goiás är en kommun i Brasilien.   Den ligger i delstaten Goiás, i den sydöstra delen av landet, 170 km nordost om huvudstaden Brasília. Antalet invånare är 12 058.
Omgivningarna runt Flores de Goiás är huvudsakligen savann. Runt Flores de Goiás är det mycket glesbefolkat, med 2 invånare per kvadratkilometer.